# Boegschok

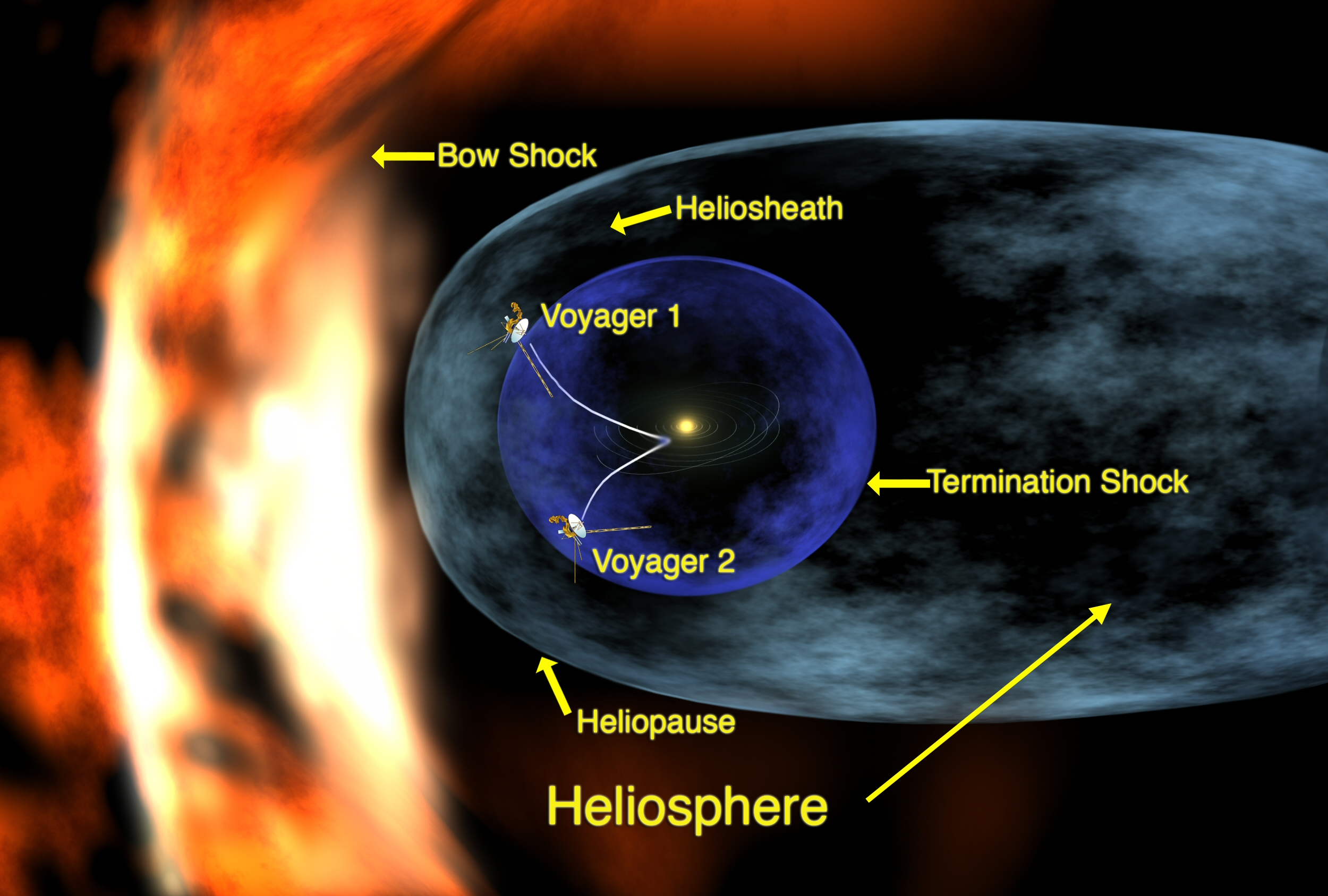
De plekken van de Voyager 1 en Voyager 2 in 2005. De boegschok in deze figuur wordt veroorzaakt door de beweging van de Zon door het interstellair medium.

Een boegschok is in de astronomie de overgang tussen een magnetosfeer en het omringende medium. Bij sterren is dit meestal de grens tussen het gebied waar de sterrenwind merkbaar is en het interstellair medium. Bij een magnetosfeer van een planeet is de boegschok het vlak waar de zonnewind geen invloed meer heeft als gevolg van zijn stroming richting de magnetopauze.
De bekendste boegschok is die rond de Aarde, maar alle planeten met een magnetisch veld hebben een boegschok. De boegschok rond de Aarde is 100 tot 1000 km breed en ligt 90.000 km van de planeet af in de ruimte.
Men neemt aan dat de Zon ook een boegschok heeft dankzij haar beweging door het interstellair medium. De boegschok vormt zich omdat het medium met supersonische snelheid richting de Zon beweegt en daarbij de zonnewind ontmoet. De plek waar de snelheid van het interstellaire medium van supersonisch naar subsonisch afneemt is de boegschok. De plek waar de stroming van het interstellaire medium en de zonnewind elkaar opheffen is de heliopauze. Het punt waar de zonnewind van supersonisch naar subsonisch is afgeremd is de terminatieschok. De boegschok van de Zon ligt ongeveer 230 AU van de Zon.
Boegschokken komen ook voor bij andere sterren. In Herbig-Haro objecten, wolken gas en stof die vanuit protosterren de ruimte in geblazen worden, komen heldere boegschokken in optisch zichtbaar licht voor vanwege de grotere hoeveelheid materiaal in de sterrenwind.